# Снітинка
Сніти́нка — пасажирський зупинний пункт Козятинської дирекції Південно-Західної залізниці (Україна), розташований на дільниці Фастів I — Київ-Волинський між постом 915 км (відстань — 1 км) і станцією Сорочий Брід (3 км). Відстань до ст. Фастів I — 5 км, до ст. Київ-Волинський — 52 км.

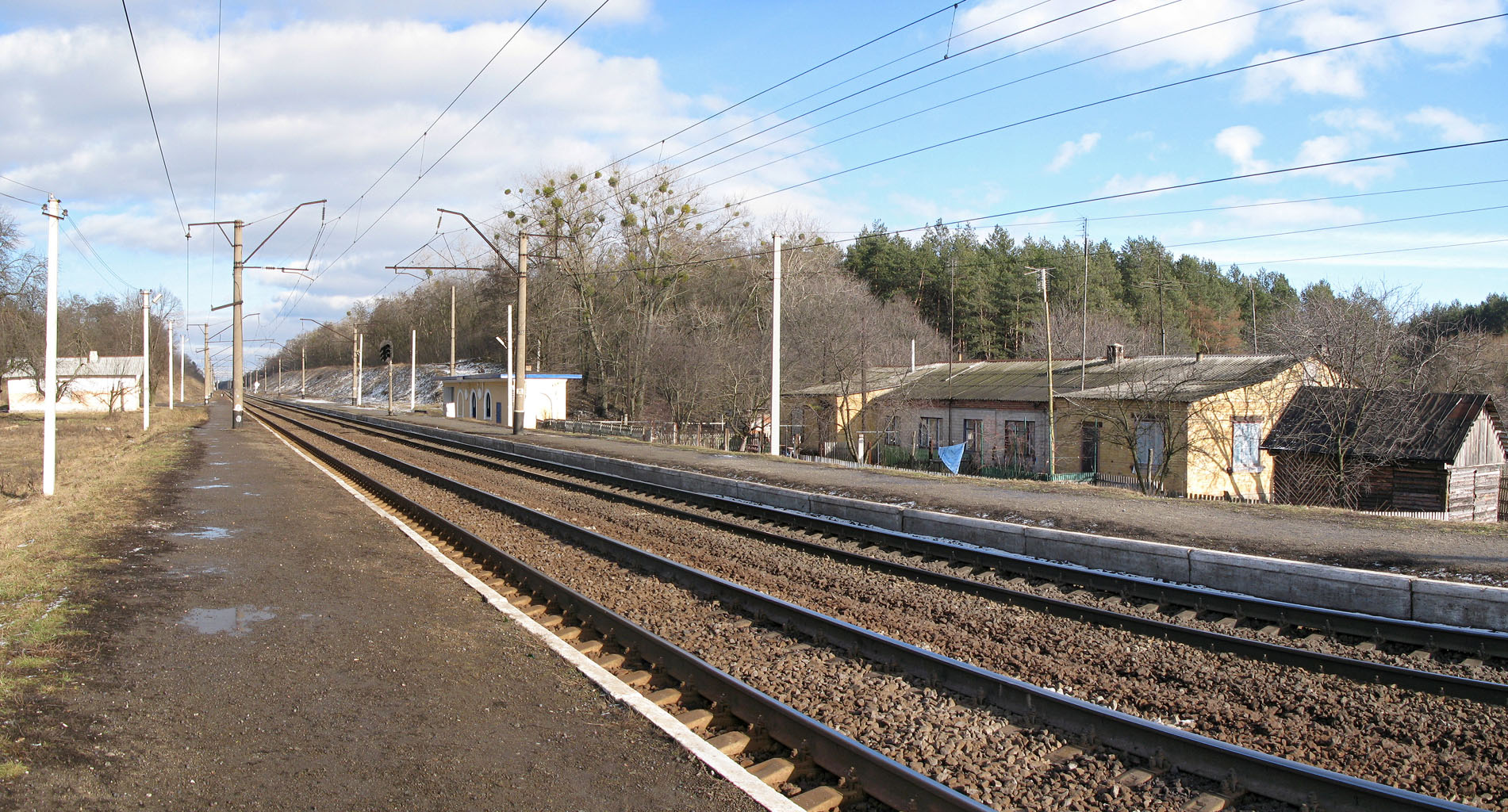
Пасажирські платформи. Вид у напрямку ст. Сорочий Брід.

Зупинний пункт розташований на межі Малоснітинської і Великоснітинської сільських рад Фастівського району, за 1,2 км на схід від Малої Снітинки, за 1,2 км на захід від Великої Снітинки. Має дві платформи берегового типу.
Відкритий 1964 року.